# Rajd Finlandii 2007
Rezultaty Rajdu Finlandii (57th Neste Oil Rally Finland), 9 rundy Rajdowych Mistrzostw Świata, w 2007 roku, który odbył się w dniach 2–5 sierpnia:

## Przebieg rajdu

### Etap 1 (czwartek/piątek)
Rajd rozpoczął się Super-odcinkiem Specjalnym Killeri 1, o 20.00 czasu lokalnego (GMT+3). Krótką pokazową próbę wygrał Australijczyk Chris Atkinson za kierownicą Subaru Imprezy WRC. Nie utrzymał on jednak długo prowadzenia, bowiem pierwsza „prawdziwa” próba padła łupem Jari-Mattiego Latvali z zespołu Stobart-Ford. Na następnej próbie, OS Mökkiperä, prowadzenie objął faworyt, Marcus Grönholm, za kierownicą samochodu ze stajni BP-Ford WRT – dotychczasowy lider z powodu problemów z uszczelką okna w jego samochodzie obrócił się na trasie i stracił aż dwie minuty, a wraz z nimi szansę na wygraną. Czwarta próba to zwycięstwo innego fabrycznego kierowcy Forda, Mikko Hirvonena – co sprawia, że po czterech próbach rajd miał już czterech różnych liderów. Cała czołówka zaś mieści się w kilku sekundach.

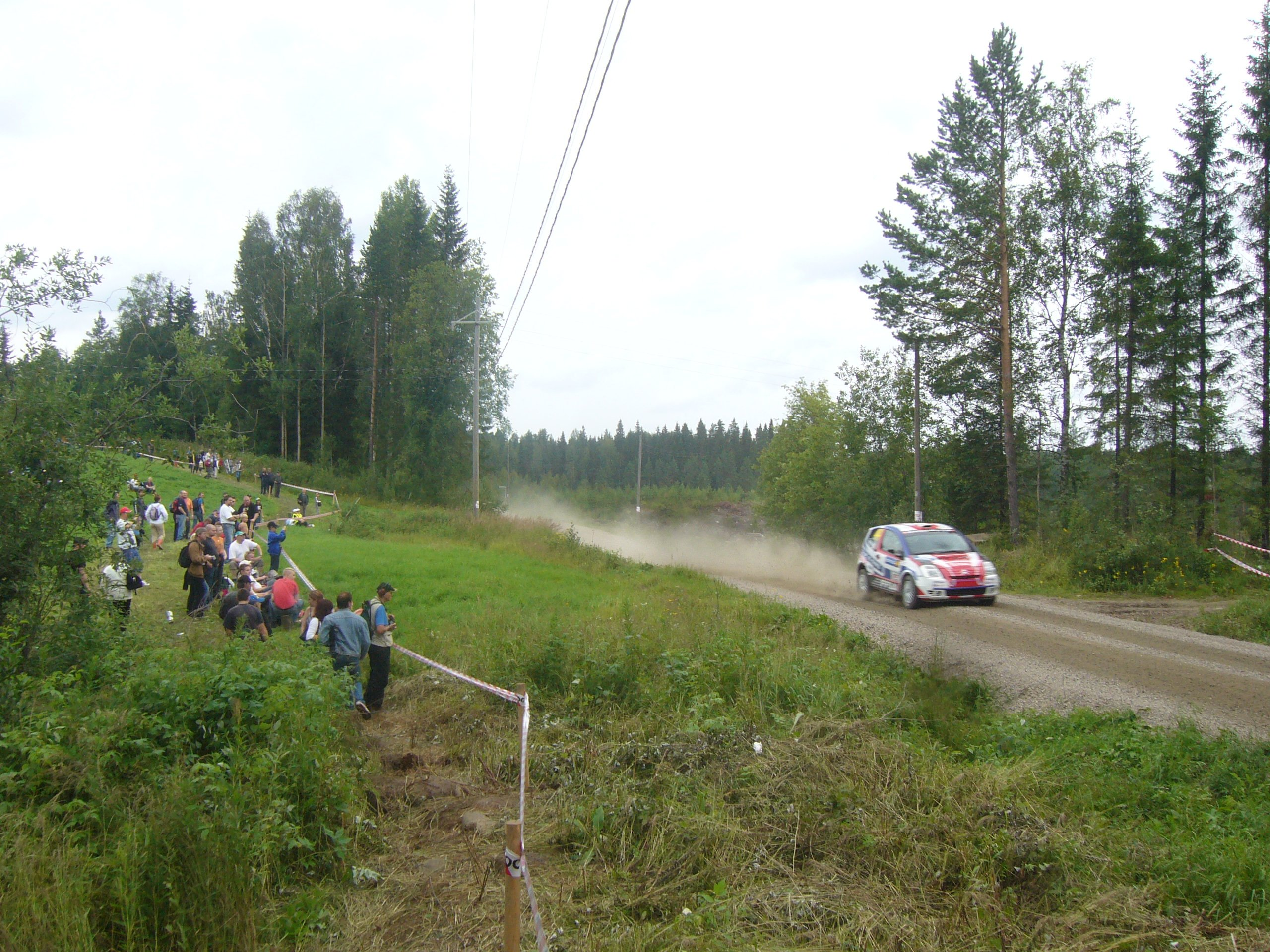
Francuz Yoann Bonato na trasie odcinka specjalnego Palsankylä.

Druga pętla zaczyna się atakiem Marcusa, który niweluje zaledwie 0.1s przewagę Hirvonena. Na próbie  Mökkiperä 2 (OS6) bo blisko 14 km dynamicznej jazdy w najszybszych rajdówkach świata obaj kierowcy meldują się z takim samym czasem. Reszta dnia to już domena Grönholma – Fin wygrał wszystkie odcinki, jednak nie zdołał uzyskać znacznej przewagi – dopiero na ostatnich próbach był szybszy o odpowiednio 1.7 i 1.1s. Pod wieczór jego przewaga to tylko 4.4s, rokująca na chwile pełne emocjonującej rajdowej rywalizacji. Aktualny mistrz świata, Sébastien Loeb, nie był w stanie dotrzymać tempa „latającym Finom” i do serwisu zjeżdżał na trzecim miejscu, z pokaźną, dwudziestosekundową stratą. Zaraz za nim plasowali się kierowcy Subaru World Rally Team, Chris Atkinson oraz Petter Solberg. Petter od rana narzekał na poważne problemy ze sterowaniem, przez co każdy kilometr trasy był dla niego walką z samochodem – nie był w stanie nawiązać walki ze ścisłą czołówką. W serwisie B dokonano pewnych zmian i Norweg przyspieszył, na kilku oesach zdobywając szósty wynik. Atkinson zaś miał bardzo udany dzień, przez jego dłuższą część był bardzo blisko Loeba, jednak na OS9 obrócił się i stracił trochę czasu.
Szóste miejsce to Danni Sordo za kierownicą Citröena C4, dopiero drugi raz w życiu startujący w Rajdzie Finlandii w samochodzie WRC. Niewiele za nim Henning Solberg, jadący szybko, ale nie bezbłędnie, w dodatku mający problemy ze wspomaganiem kierownicy. Manfred Stohl to ostatni kierowca na punktowanej pozycji w piątkowy wieczór. Austriak odnotował dwa szóste czasy.

### Etap 2 (sobota)
Sobota rozpoczęła się dość zaskakującą w świetle dnia poprzedniego wygraną OS12 przez Sébastiena Loeba. Jednak już następny odcinek rozwiał nadzieje Francuza, ponieważ Finowie znów zdominowali swoją domową imprezę. Marcus Grönholm narzucił bardzo szybkie tempo i już na pierwszym przejeździe słynnego odcinka Ouninpohja (OS14) zyskał 4.8s, czyli więcej, niż przez cały piątek. Także próby 15 i 16 padły jego łupem, kolejno 2.4 i 3.0s przewagi. Na kolejnych dwóch próbach doświadczony Fin zyskał następne 5 sekund, jego przewaga rysowała się coraz wyraźniej i zaczynała być bezpieczna. Dopiero na ostatnich dwóch oesach Mikko Hirvonen zdołał doścignąć doświadczonego kolegę. Jednak na Ehikki 2 (OS19) było to jedynie 0.6s, a na OS20 (Surkee) 0.5. Pod koniec dnia łączna przewaga Grönholma wzrosła blisko pięciokrotnie w stosunku do tej z dnia powszedniego.

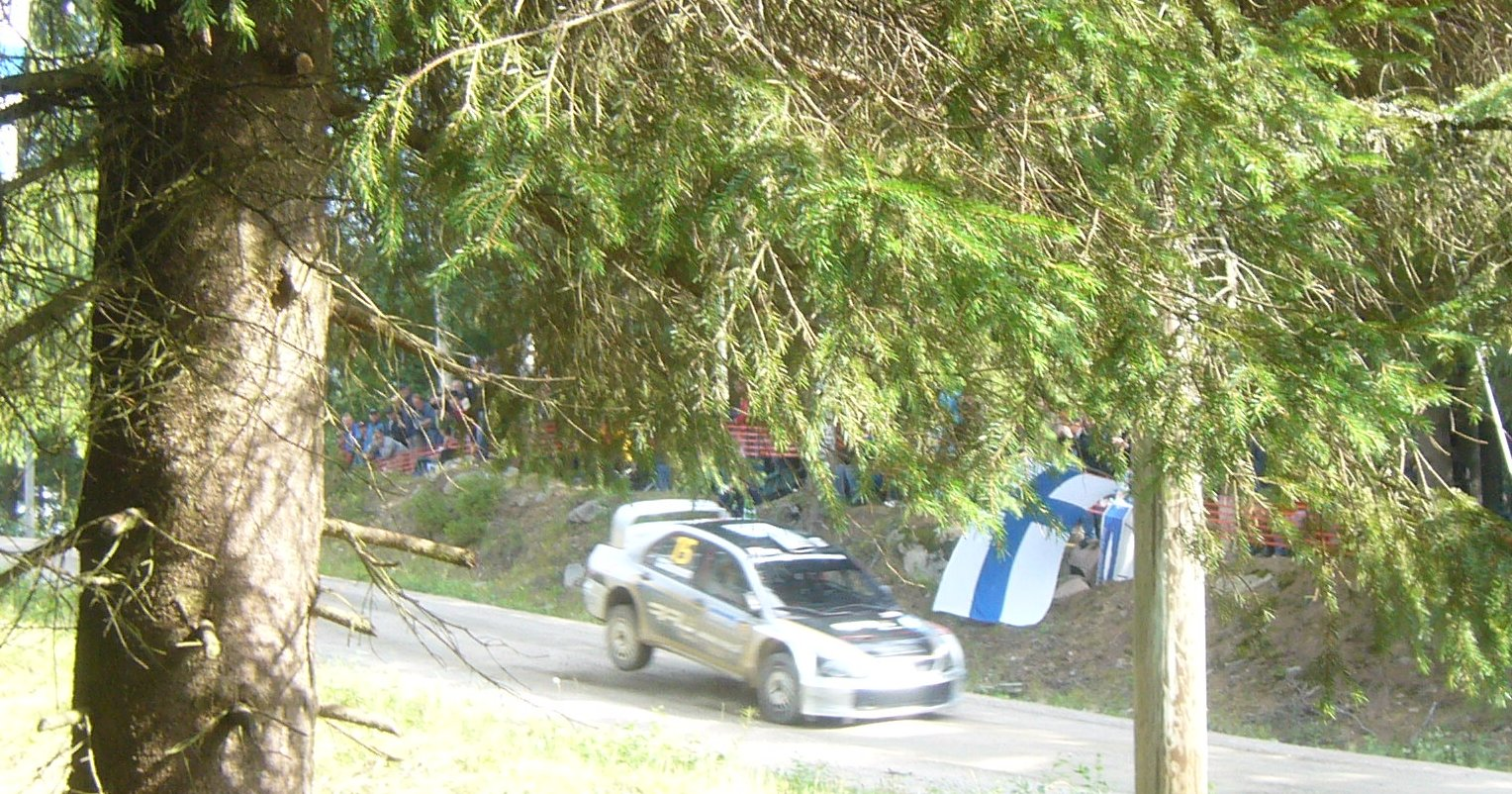
Juho Hänninen za kierownicą Mitsubishi Lancera WRC05 na trasie rajdu.

Sébastien Loeb pogodziwszy się z brakiem szans na dogonienie Finów zwolnił i skupił się na umocnieniu swojego miejsca na podium. Jak powiedział w wywiadzie „Nie wiem, jak jechać szybciej, ale się da”.
Zaraz za Francuzem plasuje się Chris Atkinson. Kierowca Subaru wykręcił kilka naprawdę dobrych czasów i zwolnił trochę widząc, że nie będzie w stanie dogonić Loeba, a jego przewaga nad starszym Solbergiem jest bezpieczna. Jego kolega z zespołu, Petter, wycofał się pod koniec dnia z rajdu – kłopoty ze sterowaniem, wydawałoby się zażegnane, powróciły i Norweg nie był w stanie kontynuować rajdu. W związku z tym jego brat, Henning awansował na piąte miejsce, przeskakując też nad Dannim Sordo, który także zakończył jazdę po awarii C4 na próbie numer 15.
Szóste miejsce oraz trzy punkty stały się nowym celem Xaviego Ponsa, trzeciego kierowcy Subary, debiutującego w zespole fabrycznym japońskiego producenta. Hiszpan, mimo że dopiero zapoznaje się z Imprezą, na każdym odcinku notował czasy w pierwszej dziesiątce. Za nim plasuje się Urmo Aava, debiutant w WRC, dotychczasowy kierowca Suzuki w JRC. Estończyk najwyraźniej dobrze poczuł się w Lancerze WRC05 i pewnie zmierza po swoje pierwsze dwa punkty w WRC. Za nim ostatnią punktowaną pozycję zajmuje Norweg Mads Østberg odrobiwszy 55 sekund do Guya Wilksa, który zwolnił po twardym lądowaniu na hopie na OS16, gdzie uszkodził hydraulikę oraz zaczął nękać go ból pleców.
Manfred Stohl wycofał się z rajdu po tym, jak trzykrotnie rolował na odcinku nr. 13. Groźnie wyglądający wypadek skończył się szczęśliwie, jednak Austriak nawet nie myśli o powrocie na trasę dzięki SupeRally.

### Etap 3 (niedziela)
Ostatni dzień rajdu to tylko 40 km odcinków specjalnych, w związku z czym nie można było się spodziewać wielkich zmian w tabeli – Marcus Grönholm nie zwolnił tempa i wygrał wszystkie trzy próby, powiększając swoją przewagę nad drugim w klasyfikacji Mistrzostw Świata Loebem do 13 punktów. Jego kolega z zespołu, Mikko Hirvonen, kończy rajd drugi i także on zaczyna liczyć się w walce o tytuł. Sébastien staje na najniższym stopniu podium, niezbyt zadowolony z sześciu punktów wywożonych z Finlandii. Bez zmian w stosunku do dnia poprzedniego także na pozostałych punktowanych miejscach.

## Klasyfikacja ostateczna
| Msc.     | Kierowca           | Pilot                | Samochód              | Czas      | Strata   | Grupa | Punkty |
| WRC      | WRC                | WRC                  | WRC                   | WRC       | WRC      | WRC   | WRC    |
| -------- | ------------------ | -------------------- | --------------------- | --------- | -------- | ----- | ------ |
| 1.       | Marcus Grönholm    | Timo Rautiainen      | Ford Focus RS WRC 07  | 2:57:26.1 | 0.0      | A8 M  | 10     |
| 2.       | Mikko Hirvonen     | Jarmo Lehtinen       | Ford Focus RS WRC 07  | 2:57:50.3 | 24.2     | A8 M  | 8      |
| 3.       | Sébastien Loeb     | Daniel Elena         | Citroën C4 WRC        | 2:58:36.0 | 1:09.9   | A8 M  | 6      |
| 4.       | Chris Atkinson     | Stéphane Prévot      | Subaru Impreza WRC    | 3:00:28.9 | 3:02.8   | A8 M  | 5      |
| 5.       | Henning Solberg    | Cato Menkerud        | Ford Focus RS WRC 06  | 3:01:55.5 | 4:29.4   | A8 M  | 4      |
| 6.       | Xavier Pons        | Xavier Amigo         | Subaru Impreza WRC    | 3:04:26.6 | 7:00.5   | A8    | 3      |
| 7.       | Urmo Aava          | Kuldar Sikk          | Mitsubishi Lancer WRC | 3:05:05.7 | 7:39.6   | A8    | 2      |
| 8.       | Mads Østberg       | Ole Kristian Unnerud | Subaru Impreza WRC    | 3:06:58.0 | 9:31.9   | A8    | 1      |
|          |                    |                      |                       |           |          |       |        |
| 11.      | Luis Perez Companc | Jose Maria Volta     | Ford Focus RS WRC '06 | 3:09:26.4 | +12:00.3 | A8 M  |        |
|          |                    |                      |                       |           |          |       |        |
| 14.      | Federico Villagra  | Jorge Perez Companc  | Ford Focus RS WRC '06 | 3:15:33.3 | +18:07.2 | A8 M  |        |
| JWRC     |                    |                      |                       |           |          |       |        |
| 1. (18.) | Patrik Sandell     | Emil Axelsson        | Renault Clio R3       | 3:25:14.5 | 0.0      | A7    | 10     |
| 2. (19.) | Kalle Pinomäki     | Tuomo Nikkola        | Renault Clio R3       | 3:26:33.6 | 1:19.1   | A7    | 8      |
| 3. (22.) | Michał Kościuszko  | Maciej Szczepaniak   | Renault Clio S1600    | 3:29:28.2 | 4:13.7   | A6    | 6      |
| 4. (23.) | Conrad Rautenbach  | David Senior         | Citroën C2 S1600      | 3:29:46.3 | 4:31.8   | A6    | 5      |
| 5. (25.) | Tapio Suominen     | Jarno Ottman         | Suzuki Swift S1600    | 3:31:00.9 | 5:46.4   | A6    | 4      |
| 6. (30.) | Vilius Rožukas     | Audrius Šošas        | Suzuki Swift S1600    | 3:34:29.0 | 9:14.5   | A6    | 3      |
| 7. (32.) | Alessandro Bettega | Simone Scattolin     | Ford Fiesta S1600     | 3:37:43.0 | 12:28.5  | A6    | 2      |
| 8. (33.) | Yoann Bonato       | Benjamin Boulloud    | Citroën C2 R2         | 3:38:20.3 | 13:05.8  | A6    | 1      |

1. ↑  Litera M przy oznaczeniu grupy do której należy samochód oznacza, iż tylko ci kierowcy zdobywali punkty dla swoich zespołów liczonych w klasyfikacji producentów na koniec sezonu.
2. 1 2  Zawodnicy korzystali z systemu SupeRally.

## Nie ukończyli
- Kristian Sohlberg – dachował (OS2);
- Jari-Matti Latvala – wypadł z trasy – uszkodzona klatka (OS7);
- Manfred Stohl – dachował (OS13)
- Gareth Jones – wypadł z trasy (OS13)
- Juho Hänninen – awaria (OS14)
- Daniel Sordo – awaria (OS15)
- Petter Solberg – wycofał się z powodu problemów z samochodem (OS15/16)
- Jan Kopecký – wypadł z trasy (OS21)

## Odcinki Specjalne
| Etap        | Odcinek | G. rozp. | Nazwa         | Długość  | Zwycięzca               | Czas    | Pr. śr.     | Lider rajdu |
| ----------- | ------- | -------- | ------------- | -------- | ----------------------- | ------- | ----------- | ----------- |
| 1 (2/3 sie) | OS1     | 20:00    | Killeri 1     | 2.50 km  | C. Atkinson             | 1:20.6  | 111,66 km/h | C. Atkinson |
| 1 (2/3 sie) | OS2     | 07:54    | Vellipohja 1  | 17.20 km | J. Latvala              | 8:18.7  | 124,16 km/h | J. Latvala  |
| 1 (2/3 sie) | OS3     | 08:50    | Mökkiperä 1   | 13.72 km | M. Grönholm             | 6:47.5  | 121,21 km/h | M. Grönholm |
| 1 (2/3 sie) | OS4     | 09:29    | Palsankylä 1  | 13.31 km | M. Hirvonen             | 6:47.4  | 117,61 km/h | M. Hirvonen |
| 1 (2/3 sie) | OS5     | 12:06    | Vellipohja 2  | 17.20 km | M. Grönholm             | 8:10.1  | 126,34 km/h | M. Grönholm |
| 1 (2/3 sie) | OS6     | 13:02    | Mökkiperä 2   | 13.72 km | M. Hirvonen M. Grönholm | 6:42.7  | 122,65 km/h | M. Grönholm |
| 1 (2/3 sie) | OS7     | 13:41    | Palsankylä 2  | 13.31 km | M. Grönholm             | 6:36.1  | 120,97 km/h | M. Grönholm |
| 1 (2/3 sie) | OS8     | 16:21    | Urria         | 9.96 km  | M. Grönholm             | 4:36.6  | 129,63 km/h | M. Grönholm |
| 1 (2/3 sie) | OS9     | 16:51    | Lautaperä     | 8.69 km  | M. Grönholm             | 3:56.7  | 132,17 km/h | M. Grönholm |
| 1 (2/3 sie) | OS10    | 17:29    | Jukojärvi     | 22.25 km | M. Grönholm             | 10:35.6 | 126,02 km/h | M. Grönholm |
| 1 (2/3 sie) | OS11    | 20:00    | Killeri 2     | 2.50 km  | M. Grönholm             | 1:20.7  | 111,52 km/h | M. Grönholm |
| 2 (4 sie)   | OS12    | 07:17    | Kaipolanvuori | 13.46 km | S. Loeb                 | 6:53.4  | 117,21 km/h | M. Grönholm |
| 2 (4 sie)   | OS13    | 08:30    | Juupajoki     | 22.13 km | M. Grönholm             | 11:19.3 | 117,28 km/h | M. Grönholm |
| 2 (4 sie)   | OS14    | 09:14    | Ouninpohja 1  | 33.00 km | M. Grönholm             | 15:35.3 | 127,02 km/h | M. Grönholm |
| 2 (4 sie)   | OS15    | 12:15    | Leustu        | 21.27 km | M. Grönholm             | 10:12.6 | 124,99 km/h | M. Grönholm |
| 2 (4 sie)   | OS16    | 13:24    | Ouninpohja 2  | 33.00 km | M. Grönholm             | 15:19.8 | 129,16 km/h | M. Grönholm |
| 2 (4 sie)   | OS17    | 15:10    | Ehikki 1      | 14.88 km | M. Grönholm             | 6:52.2  | 129,96 km/h | M. Grönholm |
| 2 (4 sie)   | OS18    | 16:23    | Himos         | 18.55 km | M. Grönholm             | 10:09.8 | 109,51 km/h | M. Grönholm |
| 2 (4 sie)   | OS19    | 17:19    | Ehikki 2      | 14.88 km | M. Hirvonen             | 6:47.4  | 131,49 km/h | M. Grönholm |
| 2 (4 sie)   | OS20    | 17:54    | Surkee        | 14.89 km | M. Hirvonen             | 8:13.6  | 108,6 km/h  | M. Grönholm |
| 3 (5 sie)   | OS21    | 10:15    | Valkola       | 10.38 km | M. Grönholm             | 5:35.9  | 111,25 km/h | M. Grönholm |
| 3 (5 sie)   | OS22    | 11:07    | Lankamaa      | 22.82 km | M. Grönholm             | 11:07.2 | 123,13 km/h | M. Grönholm |
| 3 (5 sie)   | OS23    | 12:22    | Ruuhimäki     | 7.53 km  | M. Grönholm             | 3:57.8  | 113,99 km/h | M. Grönholm |

## Klasyfikacja po 9 rundach
Tabele przedstawiają tylko pięć pierwszych miejsc.

### Kierowcy
| Lp. | Kierowca        | Pkt |
| --- | --------------- | --- |
| 1   | Marcus Grönholm | 75  |
| 2   | Sébastien Loeb  | 62  |
| 3   | Mikko Hirvonen  | 57  |
| 4   | Daniel Sordo    | 28  |
| 5   | Henning Solberg | 28  |

### Producenci
| Lp. | Producent                  | Pkt |
| --- | -------------------------- | --- |
| 1   | BP Ford World Rally Team   | 132 |
| 2   | Citroën Total WRT          | 92  |
| 3   | Subaru World Rally Team    | 48  |
| 4   | Stobart VK Ford Rally Team | 45  |
| 5   | OMV Kronos Citroën WRT     | 27  |